# Урагус
Урагус (Carpodacus sibiricus) — вид горобцеподібних птахів родини в'юркових (Fringillidae). Мешкає в Азії. Раніше цей вид відносили до монотипового роду Урагус (Uragus), однак за результатами молекулярно-генетичного дослідження його було переведено до роду Чечевиця (Carpodacus).

## Опис

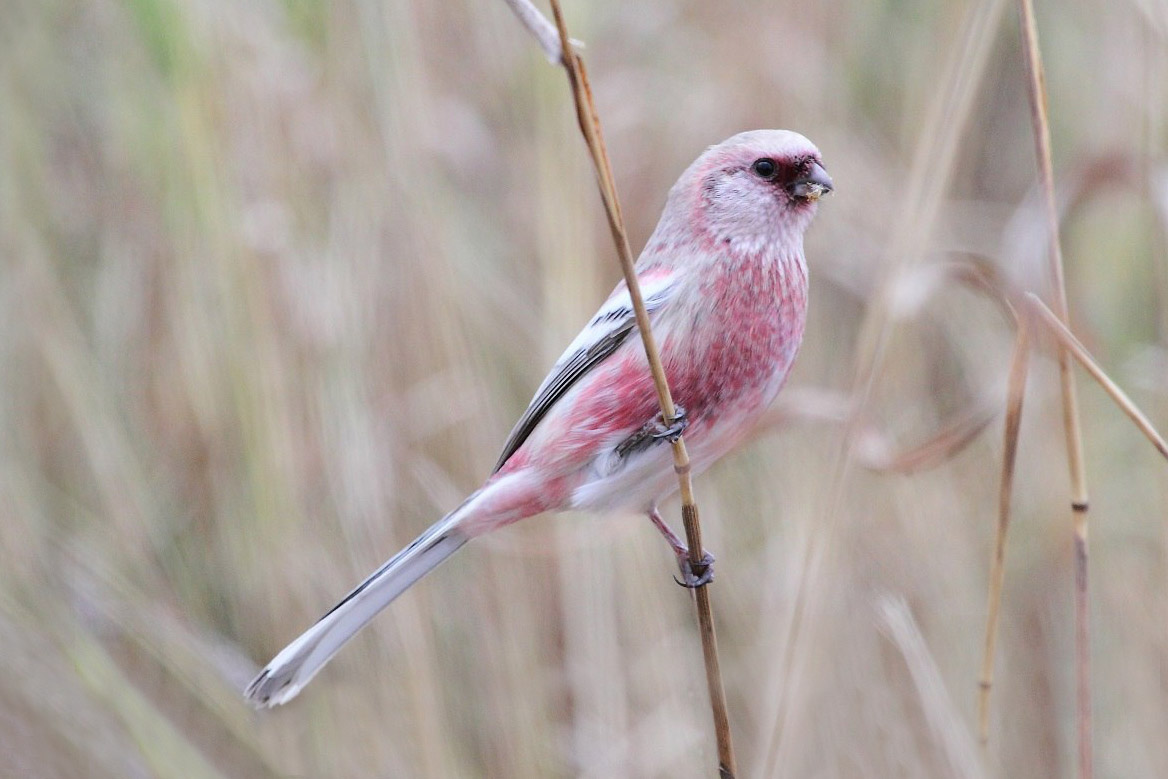
Самець урагуса

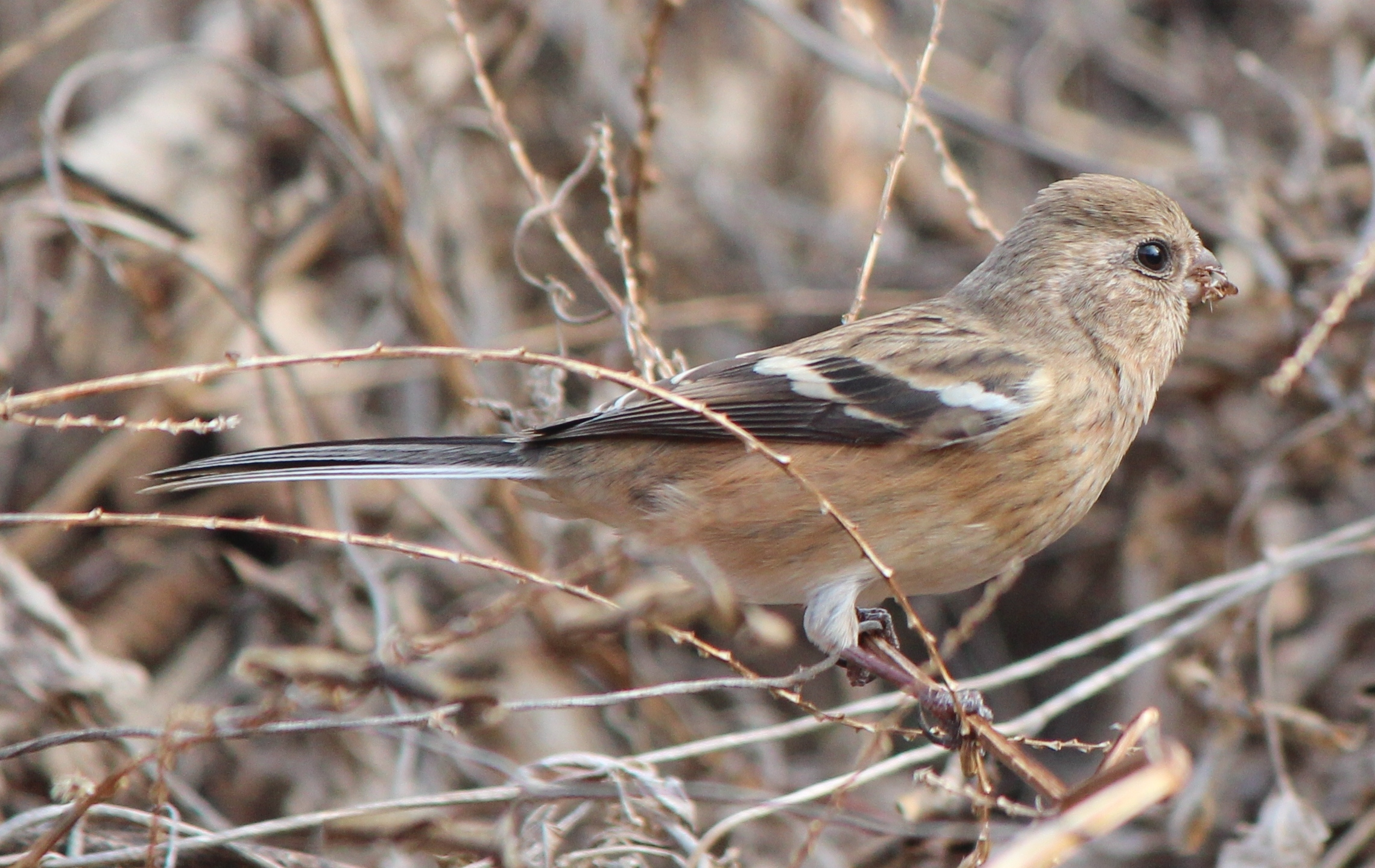
Самиця уругуса (Префектура Айті, Японія)

Довжина птаха становить 16-18 см, враховуючи довгий хвіст, розмах крил 20-23 см, вага 16-26 см. Виду притаманний статевий диморфізм.
У самців голова, нижня частина тіла і надхвістя сірувато-рожеві, обличчя темно-карміново-червоне, щоки білуваті, окаймлені рожевими смугами. Спина темно-сірувато-коричнева, крила і хвіст чорнувато-коричневі, покривні пера крил мають білі края, крайні стернові пера білі, гузка біла. Самиці мають менш яскраве, переважно сірувате забарвлення, нижня частина тіла у них білувата, крала і хвіст чорнуваті, на крилах білі смуги. Надхвістя оранжеве, голова має охристий відтінок. Дзьоб чорнуватий, лапи чорнуваті (у самців рожевуваті), очі темно-карі.

## Підвиди
Виділяють три підвиди:
- C. s. sibiricus (Pallas, 1773) — від півдня Західного Сибіру і північно-східного Казахстану до Монголії і півночі Центрального Китаю. Зимують в східному Казахстані, Киргизстані і Сінцзяні;
- C. s. ussuriensis (Buturlin, 1915) — Далекий Схід Росії і північна Манчжурія. Зимують на північному сході Китаю і в Кореї;
- C. s. sanguinolentus (Temminck & Schlegel, 1848) — Хоккайдо, Сахалін, Курильські острови. Зимують в Японії.

Carpodacus lepidus раніше вважався конспецифічним з урагусом, однак був визнаний окремим видом.

## Поширення і екологія
Урагуси гніздяться в Росії, Монголії, Казахстані, Китаї, Північній і Південній Кореї та в Японії. Взимку вони мігрують на південь, досягаючи Киргизстану. Вони живуть в широколистяних лісах і рідколіссях, зокрема у вільхових і березових гаях з густим підліском в долинах річок, а також в перелісках, на луках і в очеретяних заростях. Зустрічаються поодинці або парами, під час негніздового періоду утворюють зграї до 15 птахів. Живляться переважно насінням. бруньками і ягодами, іноді дрібними безхребетними. Сезон розмноження триває з середини травня по серпень. Гніздо чашоподібне, розміщується в заростях на берегах річок або на болотах, на висоті від 0,5 до 2 м над землею. В кладці від 2 до 6 яєць. Інкубаційний період триває 11-12 днів, насиджують переважно самиці. Пташенята покидають гніздо через 13-14 днів після вилуплення. В басейні Уссурі урагуси гніздяться двічі на рік.